# Antirrhinum microphyllum
Antirrhinum microphyllum är en grobladsväxtart som beskrevs av Werner Hugo Paul Rothmaler. Antirrhinum microphyllum ingår i släktet lejongapssläktet, och familjen grobladsväxter. Inga underarter finns listade i Catalogue of Life.